# 阿加尼奥新镇
阿加尼奥新镇，是西班牙卡斯蒂利亚-莱昂布尔戈斯省的一个市镇。总面积8平方公里，总人口126人（2001年），人口密度16人/平方公里。